# Amour (film fra 2012)
Amour er en fransk film fra 2012, instrueret af den østrigske instruktør Michael Haneke. Filmen handler om de udfordringer et ældre ægtepar står overfor, efter konen har fået et slagtilfælde. Filmen har modtaget priser over hele verden og var en af de mest sete film i Danmark i 2012.

## Handling
Filmen handler om et ældre ægtepar, Georges (Jean-Louis Trintignant) og Anne (Emmanuelle Riva), hvis liv langsomt går i stykker efter at Anne har fået et slagtilfælde. Anne får Georges til at love, at hun aldrig skal indlægges på hospitalet mere, så Georges må overtage hvervet som sygepasser, med alle de udfordringer det medfører. At Anne langsomt bliver mere og mere dement hjælper ikke på det. Men kærligheden sejrer og bærer dem igennem et forløb, der kun kan ende på én måde.

## Medvirkende
- Georges - Jean-Louis Trintignant
- Anne - Emmanuelle Riva
- Eva - Isabelle Huppert
- Alexandre - Alexandre Tharaud
- Geoff - William Shimell

## Priser

### 2012
- Filmfestivalen i Cannes: Den Gyldne Palme
- Grand Prix de la fédération internationale de la presse cinématographique (FIPRESCI)
- European Film Awards
  - Årets film
  - Bedste instruktør: Michael Haneke
  - Bedste skuespillerinde: Emmanuelle Riva
  - Bedste skuespiller: Jean-Louis Trintignant
- Los Angeles Film Critics Association Awards : Bedste film
- New York Film Critics Circle Awards : Bedste film på et fremmed sprog
- New York Film Critics Online Awards : Bedste skuespillerinde (Emmanuelle Riva) og Bedste film på et fremmed sprog
- National Board of Review Awards : Bedste film på et fremmed sprog
- Washington D.C. Area Film Critics Association Awards : Bedste film på et fremmed sprog
- Boston Society of Film Critics Awards : Bedste skuespillerinde (Emmanuelle Riva) og Bedste film på et fremmed sprog
- Los Angeles Film Critics Association Awards : Bedste skuespillerinde (Emmanuelle Riva) og Bedste film
- Las Vegas Film Critics Society Awards : Bedste film på et fremmed sprog
- Dallas-Fort Worth Film Critics Association Awards : Bedste film på et fremmed sprog
- Chicago Film Critics Association Awards : Bedste film på et fremmed sprog
- Kansas City Film Critics Circle Awards : Bedste film på et fremmed sprog
- Toronto Film Critics Association Awards : Bedste udenlandske film

### 2013
- National Society of Film Critics Awards : Bedste film, bedste instruktør og Bedste skuespillerinde (Emmanuelle Riva)
- Denver Film Critics Society Awards : Bedste film på et fremmed sprog
- EDA Awards : Bedste film på et fremmed sprog
- Iowa Film Critics Association Awards : Best Film That Has Yet to Open In Iowa
- Critics' Choice Movie Awards : Bedste udenlandske film
- Golden Globes : Bedste udenlandske film
- Prix Lumières
  - Bedste film
  - Bedste skuespiller (Jean-Louis Trintignant)
  - Bedste skuespillerinde (Emmanuelle Riva)
- London Film Critics Circle Awards : Årets film, Årets skuespillerinde, Årets manuskriptforfatter
- BAFTA Awards :
  - Bedste skuespillerinde (Emmanuelle Riva)
  - Bedste udenlandske film
- Étoiles d'or du cinéma français :
  - Bedste instruktør: Michael Haneke
  - Bedste skuespiller: Jean-Louis Trintignant
- Prix Méliès: Bedste franske film
- Césarprisen:
  - Bedste film
  - Bedste instruktør: Michael Haneke
  - Bedste kvindelige hovedrolle: Emmanuelle Riva
  - Bedste mandlige hovedrolle: Jean-Louis Trintignant
  - Bedste original manuskript: Michael Haneke
- Independent Spirit Awards : Bedste udenlandske film
- Oscar: Oscar for bedste fremmedsprogede film
- Robert for årets ikke-amerikanske film
- Bodilprisen for bedste ikke-amerikanske film

## Kritikerne
Filmen har modtaget fremragende anmeldelser over det meste af verden. De fleste store franske aviser gav filmen topkarakterer.
Filmsitet Rotten Tomatoes giver filmen en score på 93% baseret på 169 anmeldelser, med et gennemsnit på 8.7/10, mens Metacritic giver et vægtet gennemsnit på 94 baseret på anmeldelser fra 41 filmkritikere, hvilket giver betegnelsen "universal hyldest." Også i Danmark var de fleste store aviser og filmsites enige om, at Amour var den bedste film i 2012

## Eksterne links
- "Filmen på Cannesfestivalens hjemmeside" (fransk).
- Amour på Internet Movie Database (engelsk)
- Amour på Filmdatabasen
- Amour på Scope
- Amour i Svensk Filmdatabas (svensk)
- Amour på AlloCiné (fransk)
- Amour på MovieMeter (nederlandsk)
- Amour på AllMovie (engelsk)
- Amours profil hos Encyclopædia Britannica Online (engelsk)
- Amour på The Movie Database (engelsk)
- Amour på Rotten Tomatoes (engelsk)